# Mesoleptus davisii
Mesoleptus davisii är en stekelart som först beskrevs av Dalla Torre 1902.  Mesoleptus davisii ingår i släktet Mesoleptus och familjen brokparasitsteklar. Inga underarter finns listade i Catalogue of Life.